# Saúdská Arábie na letních olympijských hrách
Saúdská Arábie na letních olympijských hrách startuje od roku 1972. Toto je přehled účastí, medailového zisku a vlajkonošů na dané sportovní události.

## Účast na Letních olympijských hrách
| Dějiště LOH            | LOH      | Vlajkonoš                         | Zlatá medaile | Stříbrná medaile | Bronzová medaile | Celkem |
| ---------------------- | -------- | --------------------------------- | ------------- | ---------------- | ---------------- | ------ |
| 1972 Mnichov           | LOH 1972 | Bilal Said Al-Azma                |               |                  |                  | 0      |
| 1976 Montréal          | LOH 1976 | nebyl                             |               |                  |                  | 0      |
| 1980 Moskva            | 1980     |                                   |               |                  |                  | Ne     |
| 1984 Los Angeles       | LOH 1984 | Safaq Al-Anzi                     |               |                  |                  | 0      |
| 1988 Soul              | LOH 1988 | Salah Al-Mar                      |               |                  |                  | 0      |
| 1992 Barcelona         | LOH 1992 | nebyl                             |               |                  |                  | 0      |
| 1996 Atlanta           | LOH 1996 | Khaled Al-Khalidi                 |               |                  |                  | 0      |
| 2000 Sydney            | LOH 2000 | Khaled Al-Dosari                  |               | 1                | 1                | 2      |
| 2004 Athény            | LOH 2004 | Hadi Al-Soua'an Somaily           |               |                  |                  | 0      |
| 2008 Peking            | LOH 2008 | Mohammed Al-Khuwaildi             |               |                  |                  | 0      |
| 2012 Londýn            | LOH 2012 | Mubarak Al-Dawoodi                |               |                  | 1                | 1      |
| 2016 Rio de Janeiro    | LOH 2016 | Sulaiman Hamad                    |               |                  |                  | 0      |
| 2020 Tokio             | LOH 2020 | Yasmeen Al-Dabbagh Husein Alireza |               | 1                |                  | 1      |
| 2024 Paříž             | LOH 2024 |                                   |               |                  |                  | x      |
| Celkem                 | 12       |                                   | 0             | 2                | 2                | 4      |
| Zdroj na Olympedia.org |          |                                   |               |                  |                  |        |